# 蘇厲
蘇厲（？—？），中國戰國时代的縱橫家，洛陽人，大兄长是蘇秦、二兄長蘇代。

## 生平
根據《史記》記載，在蘇秦死後，他和蘇代成为燕國的大臣。他出使齊國時曾因齊湣王怨恨蘇秦為燕國作臥底之事要將其囚禁，但被作為人質的燕國王子所救。當秦國白起攻打魏國危及東周，蘇厲勸說白起稱病退兵，以免功高被猜忌；但《史記》周本纪来看，蘇厲并非因功高震主来勸白起不要起兵。而是告知白起，在已經勝利数次的情况下，正如射箭一般，已經射中九十九次，體力有所下降，最後一箭不容易射準，来比喻若攻打魏國不成，則功敗垂成。

## 延伸阅读
[在维基数据编辑]
 《史記/卷069》，出自司馬遷《史記》